# Karen Brunon
Pour les articles homonymes, voir Brunon.
Karen Brunon est une violoniste classique et chanteuse française, née le 13 avril 1975 au Puy-en-Velay (Haute-Loire).

## Biographie
Karen Brunon est originaire du Puy-en-Velay, où ses parents tenaient un magasin de musique. Jusqu'à l'âge de 11 ans, elle fait ses classes, au violon, au Conservatoire du Puy. Elle est entrée au Conservatoire de Paris à 16 ans,,. Elle commence à travailler avec Michel Legrand en 1996,.
En 1998, elle s'illustre auprès de Keren Ann et Xavier Druot au sein du groupe Shelby et leur titre 1+1, coécrit par Keren Ann et Benjamin Biolay,. Outre ces deux artistes, elle a travaillé entre autres avec Laurent Voulzy,,,,,, Julien Clerc (elle est son premier violon), Étienne Daho,,,,,, Vanessa Paradis,,,,,, Mika,,,,,, Raphael,, Charles Aznavour,, et Brian Wilson,,.
Depuis 2012, elle participe à l'aventure du groupe Circus avec Calogero et Stanislas,.
En novembre 2014, elle sort son premier album solo La fille idéale réalisé par Benjamin Biolay, un ami d'enfance, avec la collaboration d'Élodie Frégé,,.
À compter du 17 août 2015, elle accompagne les musiciens du jeu télévisé N'oubliez pas les paroles !. Elle quitte l'émission (jour de diffusion : 29 mai 2018) pour la sortie de son nouvel album et la tournée à suivre qui débute au Japon. Depuis cette date, Karen Khochafian, qui l'avait déjà remplacée auparavant, lui succède définitivement.
En 2020, elle s’essaye à la comédie et obtient un petit rôle dans le feuilleton Demain nous appartient, diffusé quotidiennement sur TF1.
De 2023 à 2024, elle fait partie de l'orchestre qui accompagne la tournée "Dans mes cordes" du chanteur Renaud.

## Participations

### Albums et single
- 1998 : S'il suffisait d'aimer de Céline Dion : violon
- 1998 : 1+1 du groupe Shelby avec Keren Ann et Benjamin Biolay
- 2001 : Rien ne s'efface… de Patrick Bruel : violon
- 2001 : Rose Kennedy de Benjamin Biolay : violon (4 titres)
- 2003 : Négatif de Benjamin Biolay (8 titres)
- 2003 : Sarac'h de Denez Prigent : violon
- 2003 : L'Instant d'après de Natasha St-Pier : violon
- 2003 : Fleuve Congo de Valérie Lagrange : cordes
- 2005 : comédie musicale "le Roi Soleil" : violon
- 2009 : Au féminin de Najoua Belyzel : violon
- 2009 : 20 m2 d'Amandine Bourgeois : violon
- 2011 : Concert Symphonique de Calogero : violon
- 2011 : Du rouge et des passions de Cyril Mokaiesh : violon
- 2012 : Symphonique de Julien Clerc : violon
- 2012 : Circus, album collectif avec Stanislas, Philippe Uminski, Elsa Fourlon : violon, chant

### Films
- 2011 : Les Mythos de Denis Thybaud : musique du film

## Discographie solo
- 1997 : Karen Brunon interprète Aznavour (album instrumental)
- 2001 : Dieu créa la femme (single)
- 2014 : La fille idéale (album)
- 2020 : La vie d'après (album digital)

## Filmographie
- Depuis 2020 : Demain nous appartient : Gina Calvini (686 et 690)

## Sources
- "Karen Brunon connait la chanson" 20minutes.fr, novembre 2014
- "Karen Brunon en studio avec Benjamin Biolay", zoomdici.fr, octobre 2014